# Precedencja w Zjednoczonym Królestwie
Kolejność precedencji w Zjednoczonym Królestwie – szczegółowa lista kolejności zajmowanej w hierarchii społecznej przez poddanych brytyjskiego monarchy. Obecnie ta kolejność ma znaczenie prawie wyłącznie honorowe i dotyczy w praktyce m.in. kolejności w trakcie dworskich uroczystości i oficjalnych ceremonii.
Podstawowa lista precedencji dzieli się na poszczególnych szczeblach na dalsze hierarchie, np. w przypadku parów – w zależności od daty kreacji parostwa i tego, w którym królestwie zostało utworzone, w przypadku kawalerów orderów, oficerów i urzędników – od daty nominacji.
Szczegółowe usytuowanie danej osoby w hierarchii dworskiej bywa często skomplikowane, gdyż wielu arystokratów posiada tytuły należące do różnych parostw, pełni także różne funkcje państwowe, a na pozycję może też wpływać pozycja małżonka.
Ponadto istnieją listy precedencji stosowane w poszczególnych częściach królestwa – Anglii, Szkocji i Irlandii – różniące się wyższym umiejscowieniem własnych orderów, lub innymi niż ogólnobrytyjskie tytułami i urzędami.
Lista precedencji mężczyzn z 1842 r.
1. Suzeren
2. Książę małżonek[2]
3. Książę Walii
4. synowie suzerena
5. bracia suzerena
6. wujowie suzerena
7. wnuki suzerena
8. bratankowie i siostrzeńcy suzerena
9. arcybiskup Canterbury, lord prymas całej Anglii
10. lord kanclerz
11. arcybiskup Yorku, prymas Anglii
12. lord wielki skarbnik
13. lord przewodniczący Rady
14. lord strażnik tajnej pieczęci
15. lord wielki konstabl
16. lord hrabia marszałek
17. lord wielki admirał
18. lord steward
19. lord szambelan
20. książęta
21. markizowie
22. starsi synowie księcia
23. hrabiowie
24. starsi synowie markizów
25. młodsi synowie książąt
26. wicehrabiowie
27. starsi synowie hrabiów
28. młodsi synowie markizów
29. biskupi Londynu, Durham i Winchester
30. pozostali biskupi
31. baronowie
32. spiker Izby Gmin
33. starsi synowie wicehrabiów
34. młodsi synowie hrabiów
35. starsi synowie baronów
36. kawalerowie Orderu Podwiązki
37. członkowie Prywatnej Rady
38. Kanclerz Skarbu
39. Kanclerz Księstwa Lancaster
40. Lord Przewodniczący Królewskiego Sądu
41. Mistrz Archiwów
42. Lord Przewodniczący Sądów Powszechnych
43. Lord Baron Skarbu
44. sędziowie i baronowie dożywotni
45. bannereci mianowani bezpośrednio przez monarchę
46. młodsi synowie wicehrabiów
47. młodsi synowie baronów
48. baroneci
49. bannereci niemianowani osobiście przez monarchę
50. kawalerowie wielkiego krzyża Orderu Łaźni
51. kawalerowie wielkiego krzyża Orderu św. Michała i św.Jerzego
52. komandorzy Orderu Łaźni
53. komandorzy Orderu św.Michała i św.Jerzego
54. kawalerowie (Knights Bachelors)
55. kawalerowie Orderu Łaźni
56. kawalerowie Orderu św. Michała i św. Jerzego
57. magistrzy prawa
58. doktorzy, dziekani
59. młodsi prawnicy
60. starsi synowie młodszych synów parów
61. starsi synowie baronetów
62. starsi synowie kawalerów Podwiązki
63. starsi synowie banneretów
64. starsi synowie kawalerów Łaźni
65. starsi synowie rycerzy
66. młodsi synowie młodszych synów parów
67. młodsi synowie baronetów
68. szlachta (esquires) dworu królewskiego, stara szlachta
69. gentlemani prywatnych komnat
70. kawalerowie najniższej klasy Łaźni
71. szlachta nobilitowana
72. szlachta z urzędu
73. młodsi synowie kawalerów Podwiązki
74. młodsi synowie banneretów
75. młodsi synowie kawalerów Łaźni
76. młodsi synowie kawalerów
77. gentlemani mający herb
78. urzędnicy, prawnicy, oficerowie floty i armii, wszyscy gentlemani z profesji
79. obywatele
80. mieszczanie i in.